# Кызыл-Туу (Сокулукский район)
Кызыл-Туу (кирг. Кызыл-Туу) — село в Сокулукском районе Чуйской области Кыргызстана. Административный центр Кызыл-Тууского аильного округа. Код СОАТЕ —41708 222 838 01 0.

## География
Село расположено в северо-западной части области у подножья Киргизского хребта, к югу от Большого Чуйского канала и юго-восточнее города Шопоков. Абсолютная высота — 812 метров над уровнем моря.

## Население
| Год     | 2009 | 2014 | 2015 |
| ------- | ---- | ---- | ---- |
| человек | 4049 | 3814 | 3977 |